# Chrischa Hannawald
Chrischa Hannawald (* 4. Februar 1971 in Illertissen) ist ein deutscher Handballtrainer und ehemaliger Handballtorwart. Er spielte in der Handball-Bundesliga und der deutschen Männer-Handballnationalmannschaft. Er ist 1,88 Meter groß und wiegt 102 kg.

## Karriere

### Verein
Chrischa Hannawald begann mit dem Handball beim VFL Günzburg. Während seiner aktiven Karriere spielte für VfL Günzburg, TV Eitra, GWD Minden, LTV Wuppertal, TUSEM Essen und den TV Großwallstadt in der Handball-Bundesliga. Nach der Saison 2007/08 beendete er seine Karriere mit 436 Einsätze für die 1. Handballbundesliga und wechselte in den Marketingbereich des TV Großwallstadt.
Aufgrund von Verletzungssorgen beim damaligen Zweitligisten Bergischen HC kehrte Hannawald von Oktober 2008 bis zum Saisonende 2008/09 ins Tor zurück. Zum Sommer 2009 wurde er dann Co-Trainer und Torwarttrainer beim Bergischen HC und außerdem verantwortlich für das Marketing des Vereins. Im November 2009 war er nach der Beurlaubung von Raimo Wilde vorübergehend mit der Betreuung des Teams beauftragt.
Vom 20. bis 31. Dezember 2009 wurde Chrischa Hannawald aufgrund der Verletzung von Johannes Bitter für die letzten Spiele vor der EM-Pause vom HSV Hamburg als Torwart verpflichtet, und ab November 2010 nahmen ihn die Rhein-Neckar Löwen als Ersatz für den verletzten Henning Fritz unter Vertrag.

### Nationalmannschaft
Chrischa Hannawald bestritt für die deutsche Handballnationalmannschaft 19 Länderspiele, er gehörte zum Aufgebot für die Weltmeisterschaft 2001 in Frankreich und gewann mit dem Team bei der Europameisterschaft 2002 in Schweden die Silbermedaille.

## Sonstiges
Hannawalds Markenzeichen war, dass er in kurzen Hosen und mit Mundschutz im Tor stand. Der gelernte Schlosser arbeitet seit Januar 2012 als selbstständiger Unternehmer und hat eine Handballschule für Kinder und Jugendliche. 
Seit Juni 2015 spielt Chrischa Hannawald für die DJK Brebersdorf/Vasbühl in der A und B Klasse im Fußballtor.
Ab 2015 bis 2016 war er beim Zweitligisten DJK Rimpar für Sponsoring und Vertrieb zuständig. Anschließend war er beim Landesligisten TG Heidingsfeld für die die Akquise von Sponsoren und Spielern sowie für die Nachwuchsarbeit zuständig.
Seit 2022 ist er sportlicher Leiter des österreichischen Erstligisten SSV Dornbirn Schoren.
Seit Dezember 2024 ist er mit der ehemaligen Handballtorfrau Sabrina Hannawald geb. Teschner verheiratet.

## Trainer
Neben seiner Arbeit als Co-Trainer/Torwarttrainer beim Bergischen HC spielt er seit dem 27. Oktober 2011 beim Fußballkreisligisten OFC Solingen.
Chrischa Hannawald trainierte ab der Saison 2018/19 den HSC Bad Neustadt. Unter seiner Leitung stieg der HSC Bad Neustadt in die 3. Liga auf. Nachdem der HSC Bad Neustadt in der Saison 2019/20 die ersten fünf Ligaspiele verloren hatte, trennte sich der Verein von ihm. Seit April 2021 ist Hannawald als Torwarttrainer beim VfL Günzburg tätig, bei dem er vorrangig die Torhüter der A- und B-Jugend betreut. Ebenso trainiert er derzeit die Torhüter der A-Jugend vom TSV Niederraunau Handball.
In der Saison 2021/22 war er Torwarttrainer beim Drittligisten TSV 1899 Blaustein e.V.
Im Sommer 2024 übernahm er den Bezirksligisten TSB Ravensburg.

## Erfolge
- WM-Teilnahme 2001
- Vizeeuropameister 2002
- Vize-DHB-Pokal-Sieger 2003
- EHF-Cup-Sieger 2005